# Autostrada A8 (România)

Starea autostrăzilor și a drumurilor expres în România (octombrie 2024)

Autostrada A8, denumită și Autostrada Unirii  este o autostradă ce va fi construită  pe traseul Ungheni - Iași - Târgu Frumos - Pașcani - Târgu Neamț - Poiana Largului - Ditrău - Târgu Mureș, unde va face joncțiune cu Autostrada A3. Va avea o lungime de 304,2 km, la un cost estimat de 4,07 miliarde de euro.

## Istoric
În anul 2007, în vederea alegerii traseului optim, a fost realizat un Studiu de Prefezabilitate, în valoare de 0,8 milioane de euro. Doi ani mai târziu, în 2009, Compania Națională de Autostrăzi și Drumuri Naționale (CNADNR) a dispus realizarea Studiului de Fezabilitate propriu-zis, pe trei tronsoane distincte: Târgu Mureș-Ditrău, Ditrău-Târgu Neamț și Târgu Neamț-Iași-Ungheni (la un cost total de 4 milioane de euro).
Comisia Europeană a acceptat în martie 2012 includerea în noua rețea trans-europeană centrală de transport TEN-T Core a traseului Timișoara-Sebeș-Turda-Târgu-Mureș-Iași-Ungheni.
CNADNR a scos la licitație în iunie 2014 proiectul pentru revizuirea și actualizarea studiului de fezabilitate pentru cele trei sectoare ale autostrăzii Târgu Mureș-Iași.
Camera Deputaților a adoptat pe 7 noiembrie 2018, cu 261 de voturi „pentru”, două „împotrivă” și cinci abțineri, proiectul de lege privind aprobarea realizării autostrăzii Iași-Târgu Mureș.
În decembrie 2021, CNAIR a făcut o nouă analiză privind traseul autostrăzii A8 Târgu Mureș – Iași – Ungheni, în care se arată că proiectantul  a prezentat cinci alternative de traseu din care patru noi și o variantă din 2011, revizuită.

## Construcție
| Tronson                         | Lungime | Antreprenor   | Fază    | Statut      |
| ------------------------------- | ------- | ------------- | ------- | ----------- |
| Târgu Mureș–Miercurea Nirajului | 22 km   | Nurol⁠(d)      | Proiect | atribuit    |
| Miercurea Nirajului–Sărățeni    | 23,4 km | Özaltın⁠(d)    | Proiect | semnat      |
| Sărățeni–Joseni                 | 32,4 km | UMB Spedition | Proiect | atribuit    |
| Joseni–Ditrău                   | 14,4 km |               | Proiect | în licitare |
| Ditrău–Grințieș                 | 37,9 km | UMB Spedition | Proiect | semnat      |
| Grințieș–Pipirig                | 31,5 km |               | Proiect | în licitare |
| Pipirig–Leghin                  | 2,69 km | UMB Spedition | Proiect | atribuit    |
| Leghin–Moțca                    | 29,9 km | UMB Spedition | Proiect | atribuit    |
| Moțca–Târgu Frumos              | 27 km   |               | Proiect | în licitare |
| Târgu Frumos–Lețcani            | 28,6 km |               | Proiect | în licitare |
| Lețcani–Iași                    | 17,7 km |               | Proiect | în licitare |
| Iași–Golăiești                  | 12,7 km |               | Proiect | în licitare |
| Golăiești–Pod Ungheni           | 2,7 km  |               | Proiect | în licitare |

Momentan nu a fost construit niciun segment, dar au fost planificate două secțiuni pe ambele părți ale Carpaților, mai exact Târgu Mureș-Sovata și Târgu Neamț-Pașcani, care au ca termen 2026, acesta fiind impus de Uniunea Europeană. Demersurile de includere a celor două secțiuni (denumite și „capetele montane”) în Planul Național de Redresare și Reziliență (PNRR) au fost inițiate de mișcarea civică Moldova Vrea Autostradă în anul 2020. Autostrada are toate studiile pentru construcții terminate pe toată lungimea ei, iar construcția trebuie doar realizată.
În luna decembrie 2022 CNAIR a lansat licitația pentru două loturi ale A8, finanțate prin PNRR, acestea fiind capetele sectorului montan (Tg. Mureș-Miercurea Nirajului și Leghin-Tg. Neamț) ce însumează aproximativ 52 km (16% din totalul A8).
În data de 31 decembrie 2022, a fost stabilit traseul final al secțiunii Moțca - Ungheni (jud. Iași), în lungime de 93,27 km. Astfel, urmează etapa de obținere a avizelor pentru autorizația de construire. În zona Ungheni (jud. Iași), la capătul A8, urmează a fi construit Podul rutier de la Ungheni, peste Prut. Această lucrare va fi finanțată din fonduri europene nerambursabile, precum și din bugetul de stat.
În septembrie 2023, capătul estic al tronsonului montan, lotul Leghin-Târgu Neamț, a fost semnat cu constructorul român UMB, cu un preț de 1,56 miliarde de lei (313 milioane de euro), și cu un termen de 6 luni proiectare și 24 luni execuție, care, conform estimărilor, se va deschide în 2026.
În data de 16 februarie 2024, capătul vestic al autostrăzii, lotul Târgu Mureș-Miercurea Nirajului, a fost semnat cu constructorul turc Nurol, care are un termen de 6 luni proiectare și 24 luni execuție al lotului, care, conform estimărilor, la fel se va deschide în 2026.